# غونزالو باريوس (لاعب رياضة إلكترونية)
غونزالو باريوس (بالإسبانية: Gonzalo Barrios) هو لاعب رياضة إلكترونية ‏ تشيلي، ولد في 17 أبريل 1995.